# 查尼格拉本
查尼格拉本是奥地利布尔根兰州居辛县的一个市镇。总面积1.71平方公里，总人口67人，人口密度39.2人/平方公里（2001年）。